# Districtul Ghazaouet
Ghazaouet este un district din provincia Tlemcen, Algeria.